# خط الشياطين (مانغا)
خط الشياطين (デビルズライン Debiruzu Rain) هي سلسلة مانغا فنتازيا مظلمة يابانية مكتوبة ومصورة من قِبل ريو هنادا. المانجا مرخصّة أيضًا باللغة الإنجليزية من طرف فيرتكال. سلسلة الأنمي تحتَ إنتاج أستوديو بلاتينوم فيشن، عرض في 7 أبريل عام 2018 وانتهى في 23 يونيو عام 2018.

## القصة
تتحدّثُ عن عالمٍ يتعايش فيه البشر مع مصاصي الدماء، لكن يحدثُ خلاف بينهما... القصّة يتجه مسارها إلى شخصيتين؛ أنزاي الذي هو شاب نصف مصاص الدماء مع البشرية تسوكاسا، فكيف سيعيشون في هذا العالم المختلف؟

## الشخصيات
يوكي انزاي (安斎結貴 Anzai Yuki)
أداء صوتي: يوشيتسوغو ماتسوؤكا
تسوكاسا تايرا (平つかさ Taira Tsukasa)
أداء صوتي: يوي إيشيكاوا
هانس لي (李ハンス Ri Hansu)
أداء صوتي: ريوهيه كيمورا
تاكاشي ساوازاكي (沢崎孝 Sawasaki Takashi)
أداء صوتي: يوشيماسا هوسويا
جوليانا لويد (ジュリアナ・ロイド Juriana Roido)
أداء صوتي: ميوكي ساواشيرو
كايريو كايكوهارا (菊原桐郎 Kikuhara Kirirō)
أداء صوتي: تاكاهيرو ساكوراي
تاكيشي ماكيوموا (牧村武史 Makimura Takeshi)
أداء صوتي: هيروشي كاميا
ناناكو تينجو (天城那々子 Tenjō Nanako)
أداء صوتي: ناو توياما
كينيتشي يوشيي (吉井健一 Yoshii Ken'ichi)
أداء صوتي: شوتا آوي
يوسوكي اسامي (朝海洋祐 Asami Yōsuke)
أداء صوتي: كازويوكي أوكيتسو
ناويا يوشيو (牛尾直也 Ushio Naoya)
أداء صوتي: ريوتا أوساكا
ميغيومي إيشيمارو (石丸惠巳 Ishimaru Megum)
أداء صوتي: أكيرا إيشيدا
ميدوري انزاي (安斎みどり Anzai Midori)
أداء صوتي: مايومي أسانو
تاماكي انزاي (安斎環 Anzai Tamaki)
أداء صوتي: مامورو ميانو
شوتا اكيمورا (秋村肖太 Akimura Shōta)
أداء صوتي: هيرو شيمونو
ريوسيي ياناغي (柳劉生 Yanagi Ryūsei)
أداء صوتي: ساتوشي هينو
ريونوسوكي كاتاغيري (片桐龍之介 Katagiri Ryūnosuke)
أداء صوتي: دايسكي هيراكاوا

## وسائل الإعلام

### المانغا
أطلق ريو هنادا المانغا في كودانشا تحديدًا في مورنينغ تو الشهرية في 22 آذار 2013. في أمريكا الشمالية قامت الناشرة فيرتكال بإعلان عن رخصة السلسلة خلال لوحة لدى أوتاكون في 24 يوليو 2015. كودانشا كوميكس تنشر السلسلة رقميًّا.
| 1. "جانب مظلم" (ダークサイド Dāku Saido) 2. "منزل آمن" (セーフハウス Sēfu Hausu) 3. "عيد ميلاد سعيد" (メリークリスマス Merī Kurisumasu) 4. "مفارقة" (パラドクス Paradokusu) 5. "طلقة رئيس" (ヘッドショット Heddo Shotto) 6. "وحش" (モンスター Monsutā) |

| 1. "خارج عن السيطرة" (アウトオブコントロール Auto obu Kontorōru) 2. "تحت السيطرة" (アンダーコントロール Andā Kontorōru) 3. "خطة باء" (プランＢ Puran B) 4. "أنا أُحبّك" (アイラブユー Ai Rabu Yū) 5. "إنسان" (ヒト Hito) 6. "وقتُ البقاء" (サバイバルタイム Sabaibaru Taimu) |

| 1. "Secret Matter" (シークレットマター Shīkuretto Matā) 2. "Incident Room" (インシデントルーム Inshidento Rūmu) 3. "Double Cross" (ダブルクロス Daburu Kurosu) 4. "Dogmatic" (ドグマティック Dogumatikku) 5. "Face" (フェイス Feisu) - خاص: "خط الصّفر" (ゼロの線路 Zero no Senro) |

| 1. "Restart" (リスタート Risutāto) 2. "Chaser" (チェイサー Cheisā) 3. "Lock On" (ロックオン Rokku On) 4. "Metamorphose" (メタモルフォーゼ Metamorufōze) 5. "نهاية بداية" (ファーストエンド Fāsuto Endo) - "Terrorists' Side" (テロリストサイド Terorisuto Saido) |

| 1. "نسخ" (コピー Kopī) 2. "لا تبكي" (ドントクライ Donto Kurai) 3. "Offline" (オフライン Ofurain) 4. "Near" (ニア Nia) 5. "Command" (コマンド Komando) - Sketch: "Break Time" (ブレイクタイム Bureiku Taimu) |

| 1. "Support Tech Gardens" (サポートテックガーデンズ Sapōto Tekku Gādenzu) 2. "Ego Defense" (エゴディフェンス Ego Difensu) 3. "Zero Seven" (ゼロナナ Zero Nana) 4. "Isolation" (アイソレーション Aisorēshon) 5. "من تكون" (フーアーユー Fū Ā Yū) - 29.5: "Go Nowhere" (ゴー ノーウェア Gō Nō Wea) |

| 1. "أطفال" (チルドレン Chirudoren) 2. "Outsider" (アウトサイダー Autosaidā) 3. "Inferno" (インフェルノ Inferuno) 4. "Ouroboros (ウロボロス Uroborosu) 5. "Second End" (セカンドエンド Sekando Endo) - 3.5: "C U T" (CUT) |

| 1. "Dive ①" (ダイブ1 Daibu 1) 2. "Dive ②" (ダイブ2 Daibu 2) 3. "إسأل الظلام" (アスク ダーク Asuku Dāku) 4. "Stand Back" (スタンドバック Sutando Bakku) 5. "أُمّ خط الشياطين" (マザーズ デビルズライン Mazāzu Debiruzu Rain) - 41.5: "Cloak" (クローク Kurōku) |

| 1. "Closer" (クローサー Kurōsā) 2. "Familiar" (ファミリア Famiria) 3. "Corvus Corax" (ワタリガラス Watarigarasu) 4. "ريمي" (ReMI) 5. "Scapegoat" (スケープゴート Sukēpugōto) - 46.5: "قلب" (ハート Hāto) |

### الأنمي
تمّ الإعلان عن  أنمي في مورنين تو الشهرية  في 22  يوليو 2017. وهذا الأخير سيكون من إخراج يوشينوبو توكو في استوديو بلاتين فيزيون، مع هيديكي ناكانو كمساعد المدير. كينجي كونيوتا وايومو هيساو تكلّفا بكتابة هذه السلسلة. سينراي كاواغوتشي يعمل  كرئيس مدير الرسوم المتحركة جنبا إلى جنب مع توشيميتسو كوباياشي، كما يهتمّ أيضًا بتصاميم شخصيات السلسلة، في حين ياسوهيرو سايكي هو مخرج السلسلة لأعمل الرسوم المتحركة.
سيكون العرض الأصلي يوم 7 أبريل 2018،  وسيتم بث على أي تي-إكس، طوكيو إم أكس، بي إس11، سون تي في،  و  كيوتو كي بي سي.
سينتاي فيلمووركس ترخِّص الأنمي في أمريكا الشمالية ومناطق أخرى.
| رقم الحلقة. | العنوان العربي العنوان الياباني                 | تاريخ العرض الأصلي |
| ----------- | ----------------------------------------------- | ------------------ |
| 1           | "جانب مظلم" "داكوسايدو" (ダークサイド)          | 7 أبريل 2018       |
| 2           | "منزل آمن" "سيفوهاوسو" (セーフハウス)           | 14 أبريل 2018      |
| 3           | "مفارقة" "بارادوكوسو" (パラドクス)              | 21 أبريل 2018      |
| 4           | "وحش" "مونسوتا" (モンスター)                    | 28 أبريل 2018      |
| 5           | "خُطّة ب" "پُوران بي" (プラン B)                   | 5 ماي 2018         |
| 6           | "دُغمائي" "دغوماتيكّو" (ドグマティック)           | 12 ماي 2018        |
| 7           | "ملاحق" "تشيْسا" (チェイサー)                    | 19 ماي 2018        |
| 8           | "بلا اتصال" "أوفوراين" (オフライン)             | 26 ماي 2018        |
| 9           | "قائد" "كوماندو" (コマンド)                     | 2 يونيو 2018       |
| 10          | "دفاع إغو" "إغو دايفينسو" (エゴディフェンス)    | 9 يونيو 2018       |
| 11          | "أوروبوروس" "أوروبوروسو" (ウロボロス)           | 16 يونيو 2018      |
| 12          | "خط الشياطين" "ديبايروزو راين" (デビルズライン) | 23 يونيو 2018      |

## روابط خارجية
- خط الشياطين (مانغا) على موقع ANN manga (الإنجليزية)